# Javier Mendiburu Zamora
Javier Mendiburu Zamora, (nacido el 18 de julio de 1956 en Bilbao, Vizcaya) es un exjugador de baloncesto español. Con 2.00 de estatura, su puesto natural en la cancha era el de pívot. Es el padre del también jugador Javier Mendiburu Urgell. Los equipos donde más huella dejó este jugador bilbaíno fueron el Círcol Catòlic de Badalona y el Granollers Esportiu Bàsquet